# Gúria
Gúria (em georgiano:  გურია) é uma região (mkhare) da Geórgia, situada na porção ocidental do país, formada na década de 1990. A região tem uma população de 113 350 habitantes (2014) e a cidade de Ozurgeti é sua capital.

## Geografia
Gúria é limitada por Mingrélia ao noroeste, Imerícia ao norte, Mesquécia-Javaquécia a leste, Ajária ao sul, e o mar Negro a oeste. A província tem uma área de 2 033 km². Gúria é atravessada pela linha nordeste de latitude e longitude iguais. Gúria consiste em três municipalidades:
- Ozurgeti
- Lanchkhuti
- Chochatauri

## História

Bandeira do Principado de Gúria

O topônimo "Gúria" é atestado pela primeira vez ca. 800 na crônica georgiana de Pseudo-Juanchar. Gúria aparece pela primeira vez ca. 1352 como feudo da casa de Vardanidze-Dadiani. Em 1463, tornou-se um principado soberano independente do Reino da Geórgia, sob um ramo daquela casa, conhecido a partir de então pelo nome de Gurieli. O principado, que incluía a moderna Gúria e muito de Ajária e a cidade de Batumi, foi mais tarde reduzido em tamanho e devastado em uma série de conflitos com o Império Otomano. Um protetorado russo foi estabelecido pelo tratado concluído em 19 de junho de 1810 entre Mamia V (r. 1797–1826) e o império, e em 1829, durante a regência do último príncipe, Davi (r. 1826–1829), o principado foi anexado pela Rússia.
Houve revoltas contra o governo russo em 1819 e em 1841. Em 1840, foi feita condado (uyezd) e renomeada Ozurgeti, em honra de uma de suas principais vilas. Em 1846, foi transferida à nova província de Cutais. Em 1904, a população englobava pouco menos de 100 000 habitantes, ocupando uma área de aproximados 532 000 acre (2 150 km²) de montanhas e vales pantanosos, cobertos por campos de cereais, vinhas e algumas plantações de chá. Era a mais etnicamente homogênea das áreas georgianas, com o campesinato e a baixa nobreza rural constituindo quase toda a população, com alto nível de alfabetização e relativamente alto grau de auto-satisfação econômica.[carece de fontes?]
O movimento insurreto camponês, originado em 1902, resultou numa insurreição aberta contra o governo durante a Revolução Russa de 1905, foi o movimento camponês mais eficaz e organizada no império. O autogoverno camponês, chamado República de Gúria, sobreviveu até 1906, quando deixou de funcionar e foi devastado por uma expedição punitiva cossaca. A região era uma base local do Partido social-democrata (menchevique) georgiano que dominou a República Democrática da Geórgia de 1918 a 1921. Gúria era um cenário de resistência guerrilheira ao regime soviético militarmente imposto no início na década de 1920. Sob o governo soviético, Gúria era uma área agrária dividida em três distritos administrativos.[carece de fontes?] Em 1995, o governo decretou a criação da região de Gúria.
As igrejas ortodoxas de Lichauri e chemocmedi são os principais edifícios históricos da província.

## Origem do nome "Gúria"
Quanto à etimologia do nome de Gúria, alguns dizem que a raiz da palavra se refere à inquietação e a palavra deveria significar "a terra do inquieto” e pode estar associada a eventos durante os séculos oitavo e nono quando "Leão II tornou-se o rei de Abecásia, gurus se recusaram a obedecer o governante de Odzrakho, cessaram suas relações de vassalagem com Adanarses I e Asócio I e uniram-se com Leão", como foi descrito nas obras históricas do século XVIII de Vacusti de Cártlia. Segundo uma explicação posterior, nos tempos da prosperidade da Geórgia, quando suas fronteiras se estendiam de "Nicópsia a Darubande", Gúria estava situada no coração do território georgiano. A evidência linguística para a hipótese acima é o mingrélio para "coração" - "guri".

## Economia
A agricultura subtropical e o turismo são os pilares da economia da região. A água é um dos principais ativos da Gúria. A província é famosa pela água mineral de Nabeglavi, que é semelhante a Borjomi em sua composição química e ao resorte de saúde do Mar Negro de Ureki rico em areia magnética. Gúria também é uma das maiores regiões produtoras de chá na Geórgia.

## Demografia

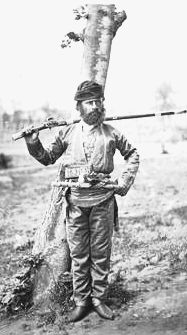
Gúrio

Os gúrios (em georgiano: გურულები; romaniz.: gurulebi) são um dos grupos étnicos de georgianos e habitam a Gúria. Os gúrios são cristãos ortodoxos e falam o dialeto gúrio da língua georgiana.

## Notáveis
- Gabriel Kikodze, bispo de Imerícia (século XIX).
- Ekvtime Takaishvili (1862–1952), historiador.
- Noe Zhordania, primeiro-ministro da República Democrática da Geórgia, de 1918 a 1921.
- Pavle Ingorokva (1893–1990), historiador, filólogo e benfeitor público.
- Eduard Shevardnadze, O ex-presidente de Geórgia.
- Nodar Dumbadze, escritor.